# Sebastiane
Sebastiane es una película británica de 1976, dirigida por Derek Jarman y escrita por él mismo junto a Paul Humfress.
Recrea desde el punto de vista histórico la vida y martirio de Sebastián, un soldado romano del siglo IV, canonizado en la Edad Media y que en el siglo XX se convirtió en icono y patrón de la cultura homosexual. La película se desarrolla dentro del género llamado cinéma vérité mostrando la vida cotidiana de los soldados del imperio romano en un lugar remoto dentro de los confines del imperio romano, dando una visión introspectiva del crecimiento emocional del hombre en contraposición con su fe y la experiencia de su propia naturaleza.
Fue el primer largometraje de Derek Jarman, coescrito con Paul Humfress, entonces director en la BBC de Londres.
La película da nombre al Premio Sebastiane, que se da a la película que mejor trata los valores de gays, lesbianas, transexuales y bisexuales en el Festival de Cine de San Sebastián.